# Белоцький Морис Львович
Морис Львович Белоцький (Чорний) (1895—1944) — радянський партійний діяч, учасник Громадянської війни, перший секретар Киргизького обласного (республіканського) комітету ВКП(б) у 1934—1937 роках. Делегат X, XV та XVII з'їздів ВКП(б), член ЦВК СРСР.

## Життєпис
Походив з єврейської родини, що проживала в місті Липовець Київської губернії (нині — Вінницька область). Батько працював адвокатом.
У 1909 році закінчив Липовецьке міське училище. З вересня 1914 до вересня 1917 року працював репетитором у Вінниці. У 1917 році закінчив Вінницьке реальне училище. У 1916—1917 роках брав участь у діяльності анархістських організацій.
У вересні 1917 — грудні 1918 року — діловод, секретар Липовецького повітового продовольчого управління.
У серпні 1918 року вступив до РКП(б). 
З грудня 1918 до березня 1919 року сидів у в'язниці за більшовицьку діяльність, потім утік та переховувався від української влади.
Від березня до серпня 1919 року — секретар Липовецького повітового комітету КП(б)У та Липовецького повітового революційного комітету Київської губернії.
У серпні 1919 — січні 1920 року — політичний працівник 58-ї дивізії 12-ї армії РСЧА.
У січні — травні 1920 року — секретар Уманського повітового комітету КП(б)У Київської губернії.
У травні 1920 вступив до РСЧА, в якій служив на посадах начальника агітаційного відділу, заступника начальника політичного управління 1-ї Кінної армії, з вересня 1920 року — військового комісара 11-ї кавалерійської дивізії 1-ї Кінної армії.
Відзначився під час боїв проти армії генерала Врангеля та польсько-радянської війни. Також відзначився під час штурму повсталого Кронштадта в березні 1921 року. За ті бойові заслуги був двічі нагороджений орденом Червоного Прапора (23 березня та 30 липня 1921 року відповідно).
З жовтня 1922 до липня 1923 року — слухач першого курсу Військової академії РСЧА, після чого з липня 1923 до червня 1924 року викладав там соціально-економічні дисципліни, одночасно був помічником комісара академії.
У червні 1924 — липні 1925 року — генеральний консул СРСР у містах Термезі та Керкі (Бухарська Народна Радянська Республіка).
У липні 1925 — січні 1926 року — завідувач організаційного відділу, в січні 1926 — травні 1928 року — відповідальний секретар Скопинського повітового комітету ВКП(б) Рязанської губернії.
У травні 1928 — серпні 1929 року — відповідальний інструктор Північно-Кавказького крайового комітету ВКП(б) у Ростові-на-Дону.
У серпні 1929 — вересні 1930 року — відповідальний секретар Донецького окружного комітету ВКП(б) у місті Міллерово Північно-Кавказького краю.
У вересні 1930 — вересні 1931 року — відповідальний секретар Північно-Осетинського обласного комітету ВКП(б) Північно-Кавказького краю.
У квітні 1932 року закінчив рік курсів марксизму-ленінізму при ЦК ВКП(б), після чого з квітня 1932 до вересня 1933 року — 1-й заступник голови «ТСОАВІАХІМу» в Москві.
Від вересня 1933 до 22 березня 1937 року — 1-й секретар Киргизького обласного комітету ВКП(б).
9 липня 1937 року був виключений з лав ВКП(б), а 8 серпня 1937 року заарештований разом зі своєю родиною за звинуваченням у зв'язках з ворогами народу. Засуджений до позбавлення волі. 1944 року помер у в'язниці міста Вишній Волочок (Калінінська область). Посмертно реабілітований 28 серпня 1955 року.

## Родина
Був двічі одружений. Вперше — з Софією Усієвич. Від того шлюбу народився син Климент.
Друга дружина, уроджена Лордкіпанідзе, була однією з перших у Киргизії жінок-льотчиць. Обіймала посади завідувача промислово-транспортного відділу обкому партії, члена бюро обкому. Мали трьох дітей. Син Сандро став доволі відомим лікарем-імунологом, а також поетом і письменником. Від 1990 року проживав в Ізраїлі. 